# Soldadura en fred
|  | No s'ha de confondre amb Fusió freda. |

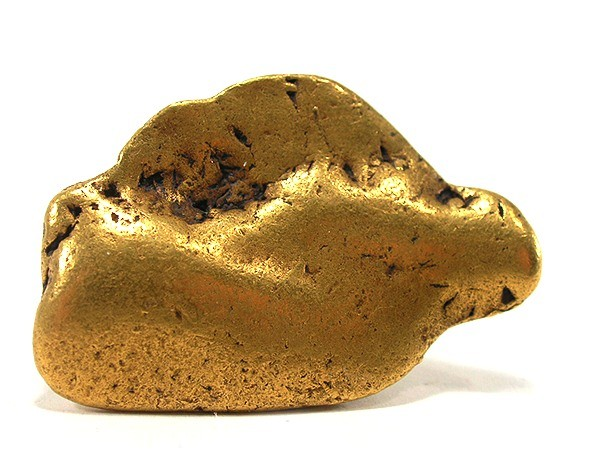
Una palleta d'or d'Alaska amb un pes de 63,8 grams, cas típic de soldadura en fred.

La soldadura  en fred o per contacte  és un procés de soldadura d'estat sòlid què es duu a terme sense necessitat de cap fusió en la interfície d'unió de les dues parts a soldar. És a dir, a diferència de la soldadura per fusió, els processos de soldadura en fred es realitzen, sense que cap líquid (o fase líquida) estigui present en l'articulació de les peces a soldar.
La soldadura en fred va ser reconeguda com un fenomen dels materials en la dècada de 1940. Llavors es va descobrir que dues superfícies planes i netes de metalls similars, s'adhereixen fermament si es posen en contacte aplicant el buit i la pressió adequada.
Una cas típic de soldadura en fred n'és una palleta d'or, que es pot formar en els rius aurífers per colpejament al llarg dels anys de petites partícules d'or amb les pedretes i còdols del riu.

## Procés
En la soldadura en fred, s'aplica pressió a les peces mitjançant matrius o rotlles. A causa de la deformació plàstica que té lloc, és necessari que almenys una (però preferiblement totes dues) de les peces a acoblar sigui dúctil. Abans de la soldadura, la interfície és desgreixada, amb raspall de filferro, i eixugada per treure'n les taques d'òxid.

## Aplicacions
La soldadura en fred pot ser utilitzada per a unir peces petites fetes de metalls tous i dúctils. Les aplicacions inclouen cables d'emmagatzematge i connexions elèctriques (com connectors amb desplaçament d'aïllament).

## A l'espai
Els problemes mecànics dels primers satèl·lits s'atribuïa a vegades a la soldadura en fred. No obstant això, el 2006, Henry Spencer va enunciar que el fenomen de la soldadura en fred espontània en l'espai extraterrestre és "bàsicament un mite", assenyalant que "no hi ha cap cas documentat del que realment passa en òrbita, excepte en els experiments deliberadament destinats a provocar-ho (amb materials susceptibles, i havent pres cura per evitar la contaminació, i amb una deliberada eliminació mecànica prèvia de les capes d'òxid, etc.) "